# Delivered At Place
Delivered at Place, скорочено DAP (Постачання в місці призначення) — одна з умов (термінів) Інкотермс, що означає, що продавець виконав своє зобов'язання з постачання тоді, коли він надав покупцеві товар, випущений в митному режимі експорту та готовий до розвантаження з транспортного засобу, який прибув у вказане місце призначення. Умови постачання DAP покладають на продавця обов'язки нести всі витрати й ризики, пов'язані з транспортуванням товару в місце призначення, включаючи (де це буде потрібно) будь-які збори для експорту з країни відправлення.
Термін DAP може застосовуватися під час перевезення товару будь-яким видом транспорту, включаючи змішані (мультимодальні) перевезення. Під словом «перевізник» розуміється будь-яка особа, яка на підставі договору перевезення бере на себе зобов'язання забезпечити самому або організувати перевезення товару по залізниці, автомобільним, повітряним, морським і внутрішнім водним транспортом або комбінацією цих видів транспорту.
База постачання DAP Інкотермс 2010 покладає на продавця обов'язок по виконанню експортних митних процедур для вивезення товару, однак продавець не зобов'язаний виконувати митні формальності для ввезення товару, сплачувати імпортні мита або виконувати інші імпортні митні процедури при ввезенні. При намірі сторін покласти на продавця всі ризики і витрати щодо виконання імпортних митних формальностей для ввезення товару доцільно використовувати термін DDP.